# Елвін (Вісконсин)
Елвін (англ. Alvin) — місто (англ. town) в США, в окрузі Форест штату Вісконсин. Населення — 173 особи (2020).

## Демографія
Згідно з переписом 2010 року, у місті мешкало 157 осіб у 84 домогосподарствах у складі 52 родин. Було 477 помешкань
Расовий склад населення:
| - 98,1 % — білих |

До двох чи більше рас належало 1,9 %. Частка іспаномовних становила 0,0 % від усіх жителів.
За віковим діапазоном населення розподілялося таким чином: 4,5 % — особи молодші 18 років, 57,9 % — особи у віці 18—64 років, 37,6 % — особи у віці 65 років та старші. Медіана віку мешканця становила 60,2 року. На 100 осіб жіночої статі у місті припадало 112,2 чоловіків;  на 100 жінок у віці від 18 років та старших — 108,3 чоловіків також старших 18 років.
Середній дохід на одне домашнє господарство  становив 38 468 доларів США (медіана — 32 500), а середній дохід на одну сім'ю — 45 468 доларів (медіана — 45 000). Медіана доходів становила 43 333 долари для чоловіків та 30 000 доларів для жінок. 
Цивільне працевлаштоване населення становило 40 осіб. Основні галузі зайнятості: мистецтво, розваги та відпочинок — 25,0 %, виробництво — 15,0 %, транспорт — 10,0 %, публічна адміністрація — 10,0 %.